# Sambre Avesnois Handball
Actualités
Le Sambre Avesnois Handball est un club de handball français basé à Aulnoye-Aymeries. La section féminine du club évolue pour la première fois en Championnat de France pour la saison 2024-2025.

## Historique
L'histoire du SAHB a débuté un après-midi de février 2010 en mairie de Maubeuge quand, à l'initiative de l'Agglomération Maubeuge Val de Sambre, les dirigeants du HBC Aulnoye Aymeries et du HB Maubeuge Val de Sambre se sont assis autour d'une table en compagnie des représentants des 2 municipalités. À cette époque, les 2 clubs naviguaient dans le bas du classement de la poule 3 de Nationale 3 (D5).
Après quelques mois de préparation et de réunions, le Handball Féminin Aulnoye Maubeuge Val de Sambre voyait le jour, et avec lui de nouvelles ambitions pour le handball sambrien. 22 matchs et 21 victoires plus tard, les sambriennes accédaient donc à la Nationale 2 et gagnaient le droit de participer aux finalités du championnat de N3. Après avoir écarté les joueuses d'Achenheim et de l'ASPTT Grasse Mouans Sartoux en 1/4 de finale à Aulnoye, elles deviennent Championnes de France en battant le Geldar Kourou et en faisant match nul avec Arvor 29-Pays de Brest.
Pour la saison 2011-2012, le HFAMVS faisait donc ses débuts en Nationale 2 (D4). Avec un recrutement minimal pour compenser les absences pour maternités de certaines des joueuses cadres de la saison précédente, les sambriennes terminent 8èmes de leur poule avec un bilan de 8 victoires, 2 matchs nuls et 11 défaites.
En 2024, le club est Champion de France de D2 et est donc promu en Championnat de France pour la saison 2024-2025. Les joueuses évoluent dans la Salle Pierre-de-Coubertin de Maubeuge qui bénéficie du sol Gerflor utilisé lors des Jeux olympiques disputés au Stade Pierre-Mauroy de Lille.

### Bilan saison par saison
| Saison    | Div.             | Rang                   | Coupe de France         |
| --------- | ---------------- | ---------------------- | ----------------------- |
| 2010-2011 | Nationale 3 (D5) | 1er, poule 3           | ?                       |
| 2011-2012 | Nationale 2 (D4) | 8e, poule 1            | ?                       |
| 2012-2013 | Nationale 2 (D4) | 2e, poule 1            | ?                       |
| 2013-2014 | Nationale 1 (D3) | ?e, poule 3            | ?                       |
| 2014-2015 | Nationale 1 (D3) | ?e, poule 2            | ?                       |
| 2015-2016 | Nationale 1 (D3) | 1er, poule 2           | 3e tour (64e de finale) |
| 2016-2017 | Nationale 1 (D3) | 1er, poule 2           | 3e tour                 |
| 2017-2018 | Division 2       | 8e                     | 32e de finale           |
| 2018-2019 | Division 2       | 9e                     | 32e de finale           |
| 2019-2020 | Division 2       | 7e, poule 1            | 32e de finale           |
| 2020-2021 | Division 2       | 3e, poule B (Playoffs) | non disputée            |
| 2021-2022 | Division 2       | 3e                     | 2e tour                 |
| 2022-2023 | Division 2       | 4e                     | 3e tour                 |
| 2023-2024 | Division 2       | 1er                    | 3e (Poule E)            |
| 2024-2025 | LBE (D1)         | 14e                    | 2e (Poule F)            |
| 2025-2026 | Division 2       | ?                      | ?                       |

## Palmarès
Compétitions nationales
- Championnat de France de Division 2 (1)
  - Champion de France en 2024
- Championnat de France de Nationale 3 (1)
  - Champion de France en 2011